# Leucanopsis athor
Leucanopsis athor är en fjärilsart som beskrevs av William Schaus 1933. Leucanopsis athor ingår i släktet Leucanopsis och familjen björnspinnare. Inga underarter finns listade i Catalogue of Life. Arten förekommer i södra Brasilien.